# Купание с рея
Купание с рея или купание с райны — разновидность телесного наказания, применявшегося во всех флотах до конца XIX века. Суть наказания сводилась к тому, что в ногах провинившегося человека сначала закрепляли груз, затем жертву привязывали к горденю и подтягивали под самый нок реи. После этого гордень раздёргивался и жертва свободно падала в морскую воду за бортом. При необходимости вся процедура повторялась 4—5 раз.
Одной из наиболее жестоких разновидностей считалось так называемое «сухое купание», перед которым провинившегося привязывали к горденю за кисти, а затем резко сбрасывали с нока реи до высоты 5—6 футов (1,5—1,8 метра) над уровнем воды. Такой вид истязания неизбежно приводил к разрывам связок и вывихам рук.
В практику российского флота купание с рея (с райны) было введено Морским уставом Петра Великого за провинности — «кто ночью на корабле какой-нибудь крик учинит», «ежели унтер-офицеры не скажут командиру того, что им часовой сказывает», «кто на вахте найдётся спящим» и некоторые другие. Сухое купание на русском флоте не использовалось.